# Zouc

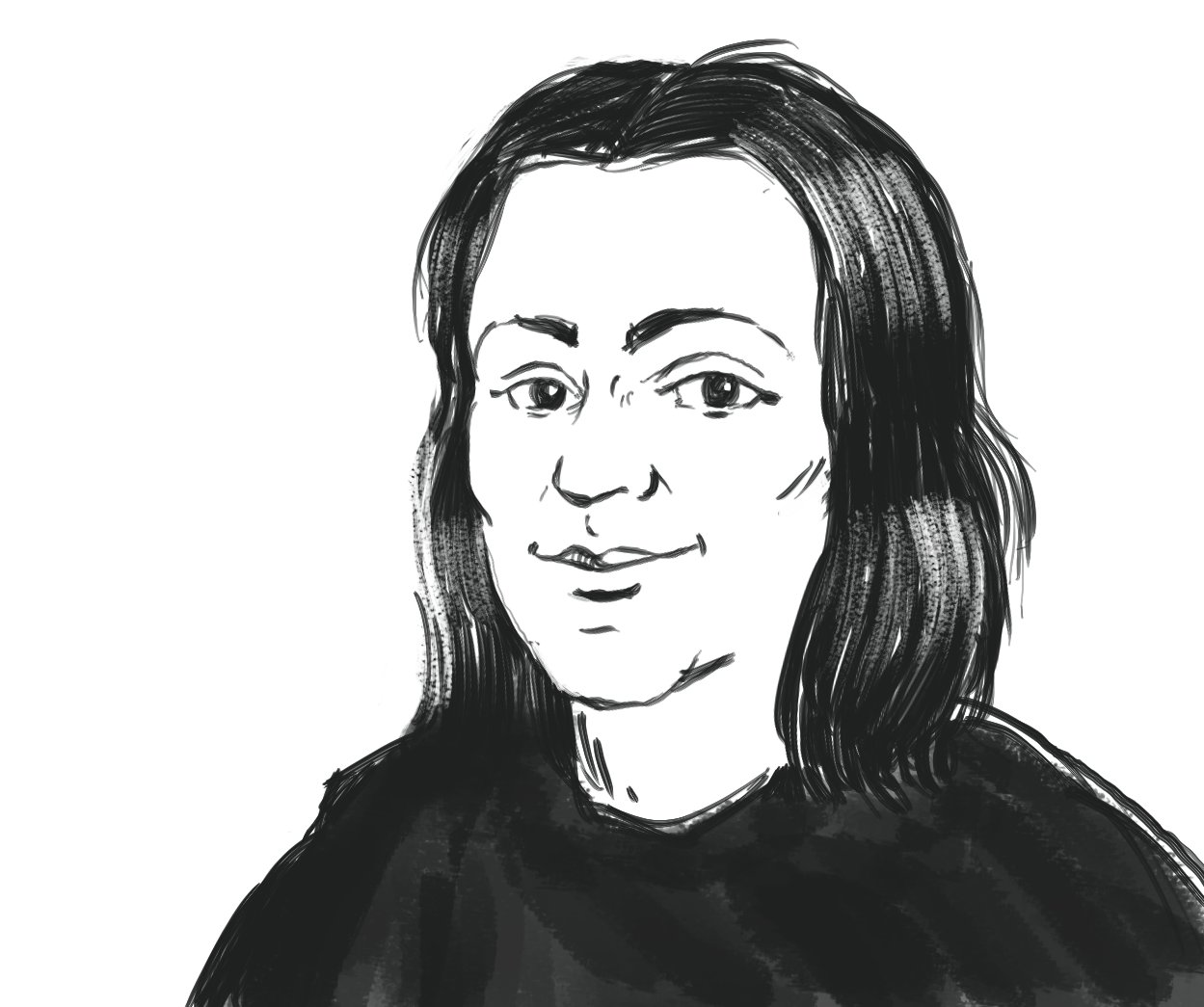
Zouc

Isabelle von Allmen, ou Zouc (1950) foi uma comediante e autora suíça de espetáculos.
Zouc nasceu em 1950 numa família nobre suíça ref [carece de fontes?]. Em 1966 entrou para o Conservatório de Neuchâtel e depois para o de Lausanne. É durante uma estadia num hospital psiquiátrico que ela observa atentamente o ambiente e concebe muitos dos seus futuros personagens: doentes, idosos, médicos, enfermeiros, visitantes, etc. Em 1968-1969, apresenta as sua primeiras criações nos Cabarés de Verão, do Centro Cultural de Neuchâtel. Um ano depois, em Paris, matriculou-se no curso de Tania Balachova, que formará mais tarde, entre outros, Sylvie Joly, Josiane Balasko, Jean-Claude Dreyfus.
Em setembro de 1970, desempenhou diversos papéis em "Jeux de massacre" de Eugene Ionesco, encenado por Jorge Lavelli no Théatre Montparnasse. Contratada por Maurice Alezra para o café-teatro La Vieille Grille, ela dá a primeira versão do que será o seu espectáculo "L'album de Zouc", uma série de esboços, encenado por Marika Hodjis, que a irá revelar ao público. Roger Montandon, amigo do pintor suíço Giacometti, que conhecera na Suíça durante a sua adolescência, e que aprecia os seus espectáculos, tornou-se mais tarde o seu encenador.
Em 1971, junta-se à Ópera de Lyon para interpretar a Poupa na "Ópera dos Passáros", uma criação colectiva baseada muito livremente nos "Pássaros" de Aristófanes.
Em 1972, ela apresenta o seu "Alboum" no Théatre de l'Atelier e no ano seguinte no Vieux-Colombier. Em 1974, adapta o seu espectáculo para a televisão. Entre 1976 e 1979, apresenta seu novo show "R'alboum" no Théatre de la Ville, em Paris e em seguida em tournée pela França, Bélgica, Suíça, Marrocos e Canadá. Em 1978, Zouc torna-se madrinha oficial dos dois Ferrari 512 BB inscritos nas 24 Horas de ref [Le Mans. Necessária]. No mesmo ano é publicada uma colectânea de entrevistas com o escritor Hervé Guibert.
Em 1984, ela roda ao lado de Pierre Dux em "Monsieur Abel" de Jacques Doillon, o seu melhor papel na televisão.
Apresenta seguidamente "Zouc à l'école des femmes", no Théatre de la Viile, em Paris, mais de duas centenas de vezes entre 1984 e 1985. Seguidamente, em 1987, "Zouc au Bataclan" uma série de esboços que previlegiam o "mimo com palavras" [ref. Necessária]. No mesmo ano desempenhou o papel da Bruxa no vídeo clipe de Mylène Farmer, "Sans contrefaçon", realizado por Laurent Boutonnat.
Sua carreira no cinema é marcada por papéis em filmes de Michel Drach (Parlez-moi d'amour, 1975), William Klein (Le couple témoin, 1975) e Fabrice Cazeneuve (Três anos, 1990). A sua última aparição no cinema em 1993, será no filme "Roi blanc, dame rouge" de Siérguei Bodrov.
Operada em 1997 de câncer do esterno no hospital Marie Lannelongue, do Plessis-Robinson, contraiu na sala de operações uma infecção nosocomial (Staphylococcus aureus multiresistente). Serão necessárias nove intervenções. A última, realizada no hospital de La Croix-Saint-Simon de Paris salvou-a mas deixou-a com deficiência para toda a vida. De noite com aparelhagem de ventilação, de dia com morfina, muito diminuída fisicamente, reaprende lentamente a viver [2].
"Em 1970, Zouc [...] inventou uma nova maneira de fazer as pessoas rirem, a antítese da brincadeira e da piada", diz Jean-Michel Ribes, director do Théatre du Rond-Point[3].
De outubro a dezembro de 2006, Nathalie Baye interpretou "Zouc par Zouc" em Lausanne e em Paris, um monólogo baseado nas entrevistas de Zouc com Hervé Guibert. O espectáculo, que era para continuar em turnê em 2008, foi definitivamente cancelado.
A escritora francesa Maryline Desbiolles fez o retrato da Zouc no seu livro intitulado "Une femme drôle" publicado pelas Éditions de l'Olivier em meados de Outubro de 2010.